# Опперт, Густав Соломон
Густав Соломон Опперт (нем. Gustav Salomon Oppert; 30 июля 1836, Гамбург — 16 марта 1908, Берлин) — германский историк и востоковед, индолог, преподаватель, научный писатель. На протяжении многих лет работал в Великобритании. Брат Юлиуса и Эрнста Оппертов.
По национальности был евреем. Изучал филологию, литературу, философию и историю в университетах Бонна, Лейпцига, Берлина и Галле. С 1860 года некоторое время прожил в Великобритании, работал в Бодлианской библиотеке в Оксфорде. С 1872 по 1893 год был профессором санскрита в колледже Мадрасского президентства, где одновременно сотрудничал в «Madras Journal of Literature and Science», опубликованном с 1878 по 1882 год. Затем путешествовал по различным государствам Азии и Америки, в частности, в 1893—1894 годах по Северной Индии. С 1895 года, вернувшись в Европу, преподавал дравидийские языки и древнейшую историю Индии в Берлинском университете. Был также членом совета колледжа иудаики (нем. Hochschule für die Wissenschaft des Judentums), завещав тому после смерти всё свой имущество.
Главные его сочинения: «On the classification of languages» (Мадрас, 1879), «On the weapons of the ancient Hindoos» (1880), «Contributions to the history of Southern India» (1882), «Die Verschiedenheiten des Sprachcharakters» (Берлин, 1884), «On the original inhabitants of Baratavarsa or India» (Вестминстер, 1893).